# 2012-es labdarúgó-Európa-bajnokság (pótselejtezők)
A 2012-es labdarúgó-Európa-bajnokság pótselejtezője döntött arról az utolsó négy csapatról, amelyek a 2012-es labdarúgó-Európa-bajnokságra kijutnak.
A pótselejtezőben a csoportok harmadik helyezettjei közül 8 csapat vett részt. A csapatokat párba sorsolták és oda-visszavágós mérkőzést játszottak egymással. Az elsőként sorsolt csapat játszotta az első mérkőzést hazai pályán. A négy párosítás győztese kijutott az Európa-bajnokságra, a négy vesztes kiesett.

## Csoportmásodikok sorrendje
>Három csoportban (G–I csoportok) csak öt csapat vett részt, ezért az A–F csoportok második helyén végzett csapatok esetén a csoportjukban a hatodik helyezett csapat elleni eredményeket nem kellett figyelembe venni a rangsorolásnál.
A csoportmásodikok sorrendjét a következők szerint kellett meghatározni:
1. több szerzett pont
2. jobb gólkülönbség
3. több szerzett gól
4. több idegenben szerzett gól
5. jobb UEFA-együttható
6. jobb fair play pontszám
7. sorsolás

A legjobb csoportmásodik kijutott az Európa-bajnokságra. A további nyolc második helyezett pótselejtezőbe került.
| Hely. | Cs | Csapat              | M | Gy | D | V | G+ | G– | Gk | P  | Továbbjutás                           |
| ----- | -- | ------------------- | - | -- | - | - | -- | -- | -- | -- | ------------------------------------- |
| 1.    | E  | Svédország          | 8 | 6  | 0 | 2 | 20 | 11 | +9 | 18 | Kijutott a 2012-es Európa-bajnokságra |
| 2.    | H  | Portugália          | 8 | 5  | 1 | 2 | 21 | 12 | +9 | 16 | Pótselejtezőbe került                 |
| 3.    | F  | Horvátország        | 8 | 5  | 1 | 2 | 12 | 6  | +6 | 16 | Pótselejtezőbe került                 |
| 4.    | B  | Írország            | 8 | 4  | 3 | 1 | 10 | 6  | +4 | 15 | Pótselejtezőbe került                 |
| 5.    | D  | Bosznia-Hercegovina | 8 | 4  | 2 | 2 | 9  | 8  | +1 | 14 | Pótselejtezőbe került                 |
| 6.    | I  | Csehország          | 8 | 4  | 1 | 3 | 12 | 8  | +4 | 13 | Pótselejtezőbe került                 |
| 7.    | C  | Észtország          | 8 | 4  | 1 | 3 | 13 | 11 | +2 | 13 | Pótselejtezőbe került                 |
| 8.    | G  | Montenegró          | 8 | 3  | 3 | 2 | 7  | 7  | 0  | 12 | Pótselejtezőbe került                 |
| 9.    | A  | Törökország         | 8 | 3  | 2 | 3 | 8  | 10 | −2 | 11 | Pótselejtezőbe került                 |

## Kiemelés
Az UEFA versenyszabályzata értelmében a nyolc pótselejtezőn részt vevő csapatból az UEFA-együttható alapján a legjobb négyet kiemelik. A kiemelt csapatok a visszavágó mérkőzést játsszák majd hazai környezetben. A sorsolást 2011. október 13-án tartották meg Krakkóban.
A rangsorolás számítását a következőket szerint végezték:
- A 2012-es Eb-selejtezők során szerzett ranglistapontok átlagának 40%-a
- A 2010-es vb-selejtezők és a 2010-es vb során szerzett ranglistapontok átlagának 40%-a
- A 2008-as Eb-selejtezők során szerzett ranglistapontok átlagának 20%-a

| 1. kalap (kiemeltek) | 1. kalap (kiemeltek) |
| Nemzet               | Együttható           |
| -------------------- | -------------------- |
| Horvátország         | 32,723               |
| Portugália           | 31,202               |
| Írország             | 28,203               |
| Csehország           | 27,982               |

| 2. kalap (nem kiemeltek) | 2. kalap (nem kiemeltek) |
| Nemzet                   | Együttható               |
| ------------------------ | ------------------------ |
| Törökország              | 27,601                   |
| Bosznia-Hercegovina      | 27,199                   |
| Montenegró               | 21,876                   |
| Észtország               | 20,355                   |

## Párosítások
A pótselejtezők első mérkőzéseit 2011. november 11-én, a visszavágókat 2011. november 15-én játszották. A párosítások győztesei jutottak ki az Európa-bajnokságra.
| 1. csapat           | Össz.Tooltip Aggregate score | 2. csapat    | 1. mérk. | 2. mérk. |
| ------------------- | ---------------------------- | ------------ | -------- | -------- |
| Törökország         | 0–3                          | Horvátország | 0–3      | 0–0      |
| Észtország          | 1–5                          | Írország     | 0–4      | 1–1      |
| Csehország          | 3–0                          | Montenegró   | 2–0      | 1–0      |
| Bosznia-Hercegovina | 2–6                          | Portugália   | 0–0      | 2–6      |

## Mérkőzések
| 2011. november 11. 21:05 (UTC+2) |

| Törökország | 0–3               | Horvátország                      |
| ----------- | ----------------- | --------------------------------- |
|             | (0–2) Jegyzőkönyv | Olić 2' Mandžukić 32' Ćorluka 51' |

| Türk Telekom Arena, Isztambul Játékvezető: Felix Brych (német) |

| 2011. november 15. 20:05 (UTC+1) |

| Horvátország | 0–0         | Törökország |
| ------------ | ----------- | ----------- |
|              | Jegyzőkönyv |             |

| Maksimir Stadion, Zágráb Játékvezető: Pedro Proença (portugál) |

| 2011. november 11. 21:45 (UTC+2) |

| Észtország | 0–4               | Írország                                         |
| ---------- | ----------------- | ------------------------------------------------ |
|            | (0–1) Jegyzőkönyv | Andrews 13' Walters 67' Keane 71' 88' (11-esből) |

| A. Le Coq Arena, Tallinn Játékvezető: Kassai Viktor (magyar) |

| 2011. november 15. 19:45 (UTC±0) |

| Írország | 1–1               | Észtország    |
| -------- | ----------------- | ------------- |
| Ward 32' | (1–0) Jegyzőkönyv | Vassiljev 57' |

| Landsdowne Road, Dublin Játékvezető: Björn Kuipers (holland) |

| 2011. november 11. 20:15 (UTC+1) |

| Csehország            | 2–0               | Montenegró |
| --------------------- | ----------------- | ---------- |
| Pilař 63' Sivok 90+2' | (0–0) Jegyzőkönyv |            |

| Generali Arena, Prága Játékvezető: Martin Atkinson (angol) |

| 2011. november 15. 20:15 (UTC+1) |

| Montenegró | 0–1               | Csehország  |
| ---------- | ----------------- | ----------- |
|            | (0–0) Jegyzőkönyv | Jiráček 81' |

| Podgorica városi stadion, Podgorica Játékvezető: Nicola Rizzoli (olasz) |

| 2011. november 11. 20:00 (UTC+1) |

| Bosznia-Hercegovina | 0–0         | Portugália |
| ------------------- | ----------- | ---------- |
|                     | Jegyzőkönyv |            |

| Bilino Polje, Zenica Játékvezető: Howard Webb (angol) |

| 2011. november 15. 21:00 (UTC±0) |

| Portugália                                         | 6–2               | Bosznia-Hercegovina                 |
| -------------------------------------------------- | ----------------- | ----------------------------------- |
| Ronaldo 8' 53' Nani 24' Postiga 72' 82' Veloso 80' | (2–1) Jegyzőkönyv | Misimović 41' (11-esből) Spahić 65' |

| Estádio da Luz, Lisszabon Játékvezető: Wolfgang Stark (német) |